# Sumatrasia
Sumatrasia is een geslacht van kevers uit de familie bladkevers (Chrysomelidae).
De wetenschappelijke naam van het geslacht werd in 1884 gepubliceerd door Martin Jacoby.

## Soorten
- Sumatrasia tibialis (Allard, 1889)
- Sumatrasia unicolor (Jacoby, 1884)